# 宮城県道・福島県道107号赤井畑国見線
宮城県道・福島県道107号赤井畑国見線（みやぎけんどう・ふくしまけんどう107ごう あかいはたくにみせん）は、宮城県白石市から福島県伊達郡国見町に至る一般県道である。

## 区間
- 起点：白石市小原字赤井畑（宮城県道46号白石国見線交点）
- 終点：国見町藤田字一丁田（国見町役場入口交差点・国道4号交点）
- 総延長：- km（宮城県区間：- km・福島県区間：8.011 km[1]）
  - 実延長：13.2409 km（宮城県区間：5.2299 km[2]・福島県区間：総延長に同じ[1]）
- 路線認定年月日：1959年8月31日[3]

### 路線状況
起点からの約400メートルと国見町市街地を通る主要部分は舗装されている。しかし県境である山崎峠の前後は数キロメートルに渡って未舗装となり、分岐する林道との区別もつけにくい状態が続いている。白石市小原地内には当県道で唯一となる七里沢隧道が有るものの、老朽化が著しく通行には危険を伴う。そのためもあり特に隧道周辺と山崎峠の間は事実上の廃道状態となっている。幅員狭小などの理由も含めて現在ではこの区間に通年通行止め規制がかけられており、並行する県道46号線が迂回路となっている。

### 冬期交通不能区間
- 福島県境～国見町石母田字柱田（5.1 km）[4]

### 道路施設
七里沢隧道
宮城県白石市小原地内にある宮城県唯一の素掘りの県道トンネル。長さ110 m、高さ3.0 m。1953年（昭和28年）竣工。
山崎橋
- 全長：40.4m
- 幅員：9.9m
- 竣工：1970年[6]

国見町山崎字新田山、字上新田にて東北自動車道を渡る跨道橋である。
太田川橋
- 全長：16.6m
- 幅員：8.2m
- 竣工：1973年[7]

国見町山崎字荒沢から字山道、字寺前に至り、一級水系阿武隈川水系滝川を渡る。橋上は上下対面通行で供用されているがセンターライン、歩道は設置されていない。

## 通過する自治体
- 宮城県
  - 白石市
- 福島県
  - 伊達郡国見町

## 交差する道路
- 白石市内
  - 宮城県道・福島県道46号白石国見線
- 国見町内
  - 国道4号・福島県道320号五十沢国見線（藤田字一丁田 終点）

## 沿線
- JR東北本線藤田駅
- 国見町観月台文化センター
- 国見郵便局
- 国見町役場